# Cynthia Scheider
Cynthia Scheider (geborene Cynthia Eddenfield Bebout) ist eine US-amerikanische Filmeditorin.

## Leben
Cynthia Bebout trat zu Beginn ihrer Karriere gelegentlich als Schauspielerin am Theater in Erscheinung, so unter anderem in Inszenierungen von Love and Libel, The Alchemist oder Billy Liar. 
Sie war von 1962 bis 1989 mit dem Schauspieler Roy Scheider verheiratet, den sie beim Shakespeare-Festival in Stratford, Connecticut kennengelernt hatte. Aus der Ehe ging die 1964 geborene Tochter Maximillia hervor, die 2006 an Leukämie starb.
Ab 1973 war Scheider als Schnittassistentin an der Entstehung von Filmen wie Die Seven-Ups, Stoppt die Todesfahrt der U-Bahn 123 oder Duell am Missouri beteiligt. 1979 übernahm sie noch einmal eine kleine Nebenrolle im Thriller Tödliche Umarmung.
Ab Ende der 1970er Jahre übernahm Scheider auch hauptverantwortlich den Schnitt von Film- und Fernsehproduktionen. Sie verantwortete unter anderem den Schnitt der Filme Der Augenzeuge, Zeit der Vergeltung oder Das Wunder in der 8. Straße.
Ende der 1990er Jahre zog sie sich aus der Filmbranche zurück.

## Filmografie (Auswahl)
- 1979: Vier irre Typen (Breaking Away)
- 1979: Hals über Kopf (Head Over Heels)
- 1980: Life on the Mississippi
- 1980: Breaking Away (Fernsehserie, 1 Episode)
- 1981: Der Augenzeuge (Eyewitness)
- 1983: An einem Morgen im Mai (Without a Trace)
- 1985: Zeit der Vergeltung (The Legend of Billie Jean)
- 1986: The Men’s Club
- 1987: Das Wunder in der 8. Straße (*batteries not included)
- 1990: Judgment (Fernsehfilm)
- 1995: Other Voices, Other Rooms
- 1998: Mixing Nia